# Porcuna
Porcuna là một đô thị trong tỉnh Jaén, Tây Ban Nha. Cách 42 km từ Jaén và 50 km từ Córdoba.